# Paranza (imbarcazione)

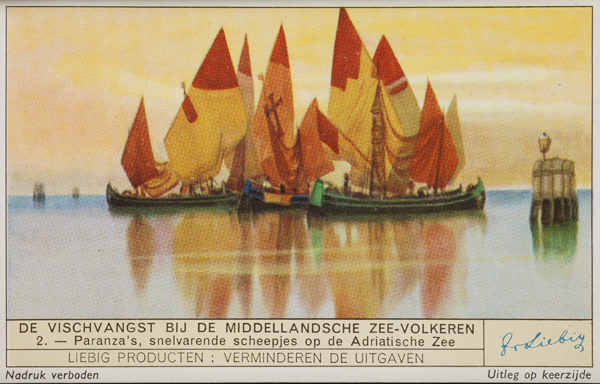
Paranze adriatiche (figurina Liebig - serie belga 1404 "La pesca tra i popoli del Mediterraneo")

La paranza è un'imbarcazione da pesca costiera ad un albero e con vela latina, bompresso con un fiocco, prua tozza e poppa assai ampia. La stazza lorda arriva sino a 25 tonnellate. Il fondo è piatto, per facilitarne l'approdo in tempo di burrasca, in caso di bassi fondali. La lunghezza, escludendo l'ossatura, va dai 14 ai 16 metri circa, mentre l'imbarcazione è larga 4 o 6 metri; l'altezza di stiva va da un metro e mezzo a un metro e settanta. In condizioni di vento favorevole, può superare la velocità di 12 miglia nautiche.
La paranza era ancora in uso negli anni Cinquanta del Novecento, soprattutto nel Mare Adriatico centrale, ma anche nel Mar Tirreno. Era utilizzata per la pesca a coppie ("in paranza"), in cui ciascuna imbarcazione tirava un'ala di una rete a strascico. Con il declino della propulsione a vela, dal dopoguerra in poi la paranza venne gradualmente sostituita dai motopescherecci. L'equipaggio di una coppia di paranze comprendeva dai diciotto ai venti uomini, più i mozzi.

## Etimologia
Il termine paranza deriva da "paro", ossia "paio", per il fatto che tali imbarcazioni di norma salpavano in coppia. Infatti, per estensione, paranza può indicare anche un qualsiasi motopeschereccio che operi in coppia con un altro. Anche la rete da pesca da fondo a strascico è detta a volte "paranza", oltre che sciabica, dato che essa è tirata contemporaneamente da due imbarcazioni; viene usata generalmente in zone di mare di scarsa profondità.

## Nella cultura generale
- Il termine paranza è usato anche nel gergo della camorra per indicare gruppi armati, in genere composti da giovani e adolescenti, che vengono dunque paragonati ai "pesci piccoli" catturati dal peschereccio stesso.[4][5] In quest'accezione, la parola è stata utilizzata, fra gli altri, dal cantautore Daniele Silvestri, per il suo brano La paranza (con cui partecipò al Festival di Sanremo del 2007),[4] e dall'autore Roberto Saviano, per il suo romanzo La paranza dei bambini, di cui nel 2019 è stato realizzato un omonimo adattamento cinematografico, diretto da Claudio Giovannesi.[5]